# Takách Béla
Gyöngyöshalászi Takách Béla (Munkács, 1874. augusztus 5. – Budapest, 1947. május 24.) festő, építész, iparművész.

## Pályafutása
Takách László és Oláh Erzsébet fia. A budai főreáliskolában tanult, majd 1897-ben szerzett diplomát a József Műegyetemen. Tanítványa volt Karlovszky Bertalannak, két évig dolgozott Alpár Ignác mellett. Franciaországban, Angliában járt tanulmányúton, majd tíz évig New Yorkban lakott, ahol Alfons Mucha tanította. Dolgozott a Stein és Roth építészeti irodában, ennek keretében készítette el Fleischmann Residence és a Hotel Belleclaire terveit. Louis Comfort Tiffany műhelyének is munkatársa volt.
1907-ben / 1908-ban vagy 1910-ben visszaköltözött Budapestre. Ezt követően festőként és építészként működött. Az első világháborúban honvédszázadosként, betegsége miatt frontmögötti szolgálatot teljesített.

## Festői munkássága
Festőművészetet 1897-ben Karlovszky Bertalannál, 1906–1907-ben New Yorkban Alfons Muchánál tanult.
Művei iparművészeti alkotások és festmények, kiállításai voltak New York, Philadelphia, Boston, Worcester és Charleston városokban. 1919-ben a nemzeti Szalonban saját kiállítást rendezett, de rendszeresen állított ki más tárlatokon is képeket. Képeivel 1922-ben állami, 1926-ban székesfővárosi vízfestmény díjat nyert. Később az Esterházy akvarell díjat is megkapta. Előszerettel festett misztikus témakörű festményeket. Az állam és Budapest főváros előszeretettel vásárolta meg alkotásait, a Fővárosi Múzeum/Képtár (ma: Kiscelli Múzeum) is rendelkezett festményével (Budapest a Rózsadombról).
Önálló festőműteremmel rendelkezett.

## Építészi munkássága
Építészként is dolgozott Magyarországon, 1909-től saját építészi irodát tartott fenn. Ő építette gróf Széchenyi Bertalan és gróf Jankovich Iván kastélyait és Manninger professzor, Dohnányi Ernő, Kozma Jenő és Tomcsányi Vilmos Pál villáit is. Tagja volt a Képzőművészek Egyesületének és az Aquarell- és Pasztellfestők Egyesületének is.

## Magán élete
Nős, neje Codell Henrietta volt. Három gyermek született. Az 1930-as években a budapesti Margit rakpart 42. szám alatt lakott. Foglalkozott teozófiával, hindu filozófiával és hindu művészettel, és a fenti témakörökből nyilvános előadásai is voltak.

## Ismert épületei
- 1904–1906: Mechwart Ernő kastélya, Belecska (Takách Amerikába utazása után az építkezést Tscheuke Hermann vette át)[7]
- 1907 k.: Gróf Széchenyi Bertalanné villája / kastélya, Tátralomnic[7][5]
- 1928 k.: Dohnányi Ernő villája, Budapest, Széher út 24. (az épületben élt később haláláig Fülep Lajos)[7][5]
- 1928 k.: Manninger Vilmos villája, Budapest, Kuruclesi út 15.[7][5]
- 1920-as évek: Dr. Kozma Jenő villája, Budapest, Pasaréti út 41-43.[7]

### Tervben maradt épületek
- 1900-as évek eleje: Városháza, New York (Vas Józseffel közös munka)[7]
- 1900-as évek eleje: Fleischmann Residence belső építészeti tervei, New York[7]
- 1900-as évek eleje: Hotel Belleclaire, New York[7]
- 1906: Városháza, Kiskunfélegyház[7]
- 1910: Erdőhivatal, Susák[7]
- 1914: Római katolikus templom, Budapest, Rezső tér (Tornallyay Zoltánnal közös munka)[7]